# Papivole
Papivole est une série télévisée d'animation en papier découpé franco-belge en 52 épisodes de cinq minutes, créée par Mila Boutan et diffusée à partir du 13 juillet 1978 sur Antenne 2 dans l'émission Récré A2.

## Synopsis
Papivole conte les histoires d'une petite fille, Charlotte, d'un petit garçon, Julien et de leur chien, Sissou. Le jardinier et le facteur sont des personnages secondaires récurrents.

## Épisodes
1. L'Aile delta
2. L'Arbre magique
3. L'Arbre aux oiseaux
4. L'Arc-en-ciel
5. Attention courant d'air
6. Le Ballon perche
7. La Boîte à sourires
8. Les Bonbons à la sève de pin
9. La Cabane
10. Le Cauchemar
11. Le Chapeau de Sissou
12. Charlotte déménage
13. Le Courageux Sissou
14. Le Départ
15. La Dispute
16. Les Étoiles filantes
17. Le Facteur Missif
18. Le Grand Secret
19. La Grande Musique
20. La Guérison de Missif
21. La Gymnastique
22. L'Heure bleue
23. L'Homme de la mer
24. Julien va chercher le printemps
25. La Leçon de géographie
26. Magie contre magie
27. La Maison de Missif
28. Marchands de tapis
29. Le Mimosa
30. Missif apprend la musique
31. La Mosaïque
32. Le Nouvel Ami
33. La Nouvelle Maison de Charlotte
34. Oh ! Mes oreilles
35. L'Oiseau castagnettes
36. L'Oiseau laitue
37. L'Oiseau note
38. L'Oiseau et la souris
39. Les Papillons
40. La Pie voleuse
41. Planter des chaussettes
42. Le Poirier malade
43. Le Poirier portrait
44. Pour quelques pêches
45. La Prestidigitation
46. La Promenade de Sissou
47. La Souris et l'escargot
48. La Super de super de super
49. Le Télégramme urgent
50. La Tour « Eiffele »
51. La Tournée du facteur
52. Le Vélo grippe